# Iosif (Balabanov)
Iosif (světským jménem: Igor Anatoljevič Balabanov; * 31. ledna 1954, Kašira) je ruský duchovní Ruské pravoslavné církve a metropolita ulan-udenský a burjatský.

## Život
Narodil se 31. ledna 1954 v Kašiře. Pokřtěn byl v chrámu svatých mučedníků Flora a Laura.
Po střední škole nastoupil do vojenské služby Rudé armády a po návratu nastoupil na Moskevský duchovní seminář. Roku 1978 byl přijat na Moskevskou duchovní akademii.
Dne 5. března 1979 byl v chrámu svatého knížete Daniela Moskevského v Novoděvičím monastýru metropolitou krutickým a kolomenským Juvenalijem (Pojarkovem) postřižen na monacha se jménem Iosif na počest svatého Josefa Překrásného.
Dne 9. března 1979 jej metropolita Juvenalij v chrámu Zesnutí přesvaté Bohorodice Novoděvičího monastýru rukopoložil na hierodiakona a 26. července 1979 byl patriarchou moskevským Pimenem jmenován stálým diákonem chrámu Zesnutí přesvaté Bohorodice. Dne 23. dubna 1981 byl rukopoložen na jeromonacha.
Dne 7. dubna 1982 mu bylo na svátek Zvěstování přesvaté Bohorodice uděleno právo nosit náprsní kříž.
Dne 15. září 1982 byl převeden do služeb metropolity Juvenalije, který jej jmenoval do služby chrámu svatého proroka Eliáše v Serpuchově.
Dne 13. července 1983 se stal blagočinným Serpuchovského okruhu a 19. března 1984 představeným chrámu svatého Eliáše v Serpuchově.
Dne 22. listopadu 1987 jej patriarcha Pimen povýšil na archimandritu.
Dne 28. února 1991 byl jmenován představeným Vysockého monastýru v Serpuchově s právem sloužit liturgii se žezlem.
Roku 1993 byl vybrán za člena eparchiální rady moskevské eparchie.
Dne 28. března 1996 mu bylo uděleno právo sloužit liturgii s otevřenými carskými vraty.
Dne 28. prosince 1998 jej Svatý synod zvolil biskupem ugličským a vikarijním biskupem jaroslavské eparchie. Jeho biskupská chirotonie proběhla 31. ledna 1999. Světiteli byli patriarcha moskevský Alexij II., metropolita krutický a kolomenský Juvenalij (Pojarkov), metropolita volokolamský a jurjevský Pitirim (Něčajev), arcibiskup solněčnogorský Sergij (Fomin), arcibiskup volgogradský a kamyšinský German (Timofejev), arcibiskup možajský Grigorij (Čirkov), arcibiskup jaroslavský a rostovský Michej (Charcharov), biskup bronnický Tichon (Jemeljanov), biskup orechovo-zujevský Alexij (Frolov) a biskup krasnogorský Sava (Volkov).
Dne 7. října 2002 byl ustanoven biskupem birobidžanským a kuldurským.
Dne 3. února 2013 byl povýšen na arcibiskupa.
Dne 5. května 2015 ho Svatý synod jmenoval na kurganskou a belozerskou katedru a současně se stal hlavou kurganské metropole. Dne 24. května stejného roku byl v chrámu Krista Spasitele v Moskvě povýšen na metropolitu.
Dne 30. srpna 2019 se stal metropolitou simbirským a novospasským, hlavou simbirské metropole a 25. srpna 2020 metropolitou ulan-udenským a burjatským, hlavou burjatské metropole.